# وريد وجهي
الوريد الوجهي (أو الوريد الوجهي الأمامي) (بالإنجليزية: Facial vein)‏ هو وريد كبير نسبيا في وجه الإنسان. يبدأ في جانب من جذر الأنف وهو عبارة عن استمرار مباشر من الوريد الزاوي حيث يتلقى أيضا فرع من وريد أنفي صغير. يستقبل الدم من الوريد الحنكي الخارجي قبل أن ينضم إلى الفرع الأمامي من الوريد خلف الفك السفلي لتشكيل الوريد الوجه السليم.
وثمة مفهوم خاطئ شائع بأن الوريد الوجهي لا يوجد لديه صمامات، ولكن لم يتم نفيها بواسطة الدراسات الحديثة.
جدرانه ليست مترهلة كمعظم الأوردة السطحية.

## المسار
يبدأ بشكل مائل ويتجه إلى الأسفل والخلف تحت عضلة وجنية كبيرة ورأس العضلة الرافعة للشفة العلوية, ينزل على طول الحدود الأمامية ومن ثم على السطح السطحي من العضلة الماضغة.

## صور إضافية

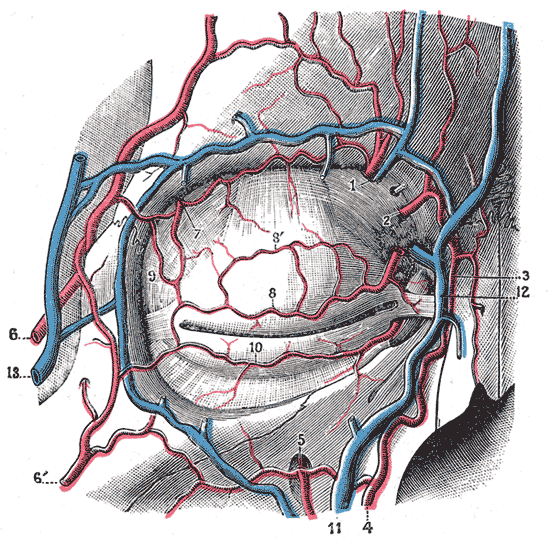
أوعية دموية من الجفن (منظر أمامي)
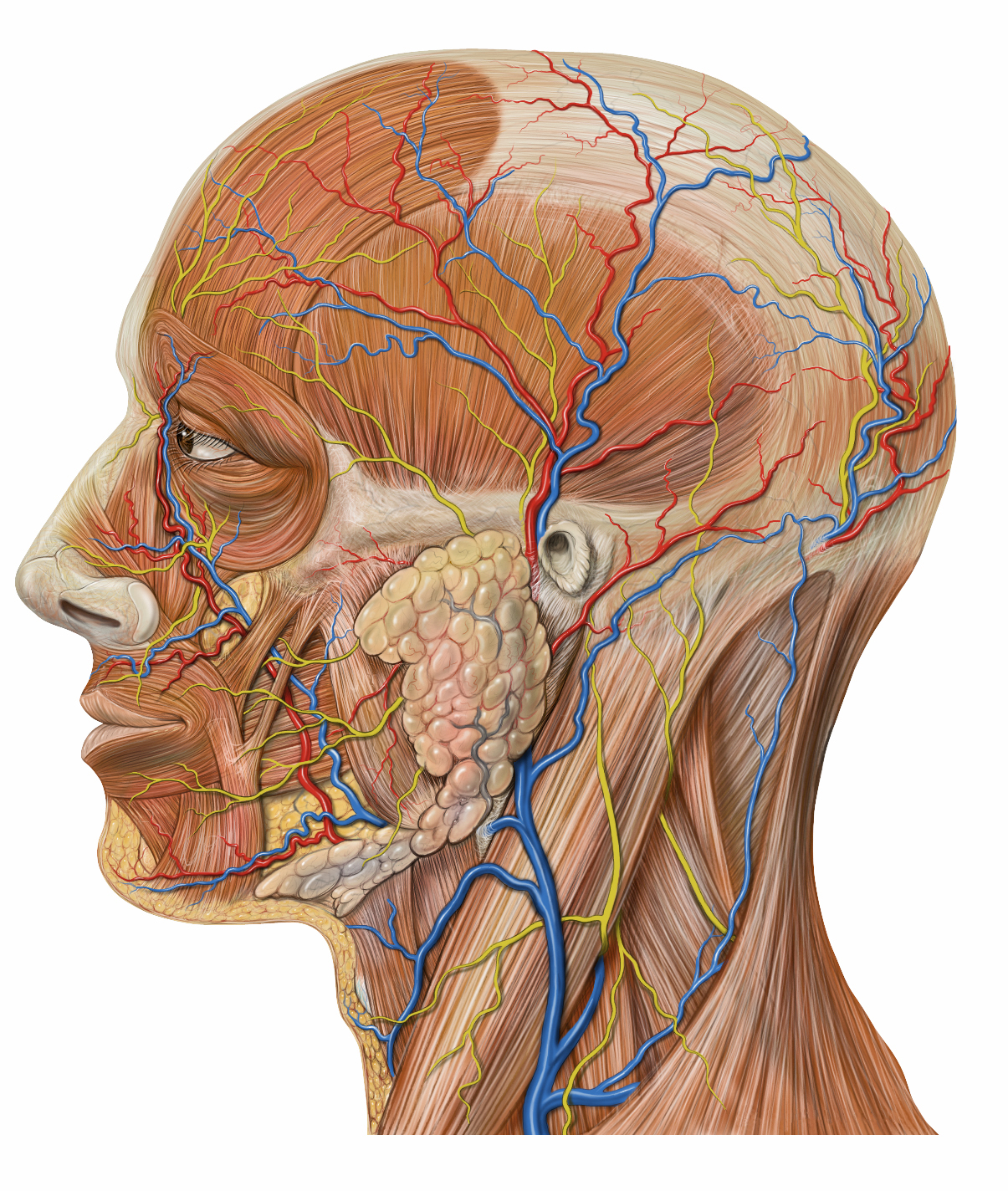
تشريح رأس الإنسان من الجانب
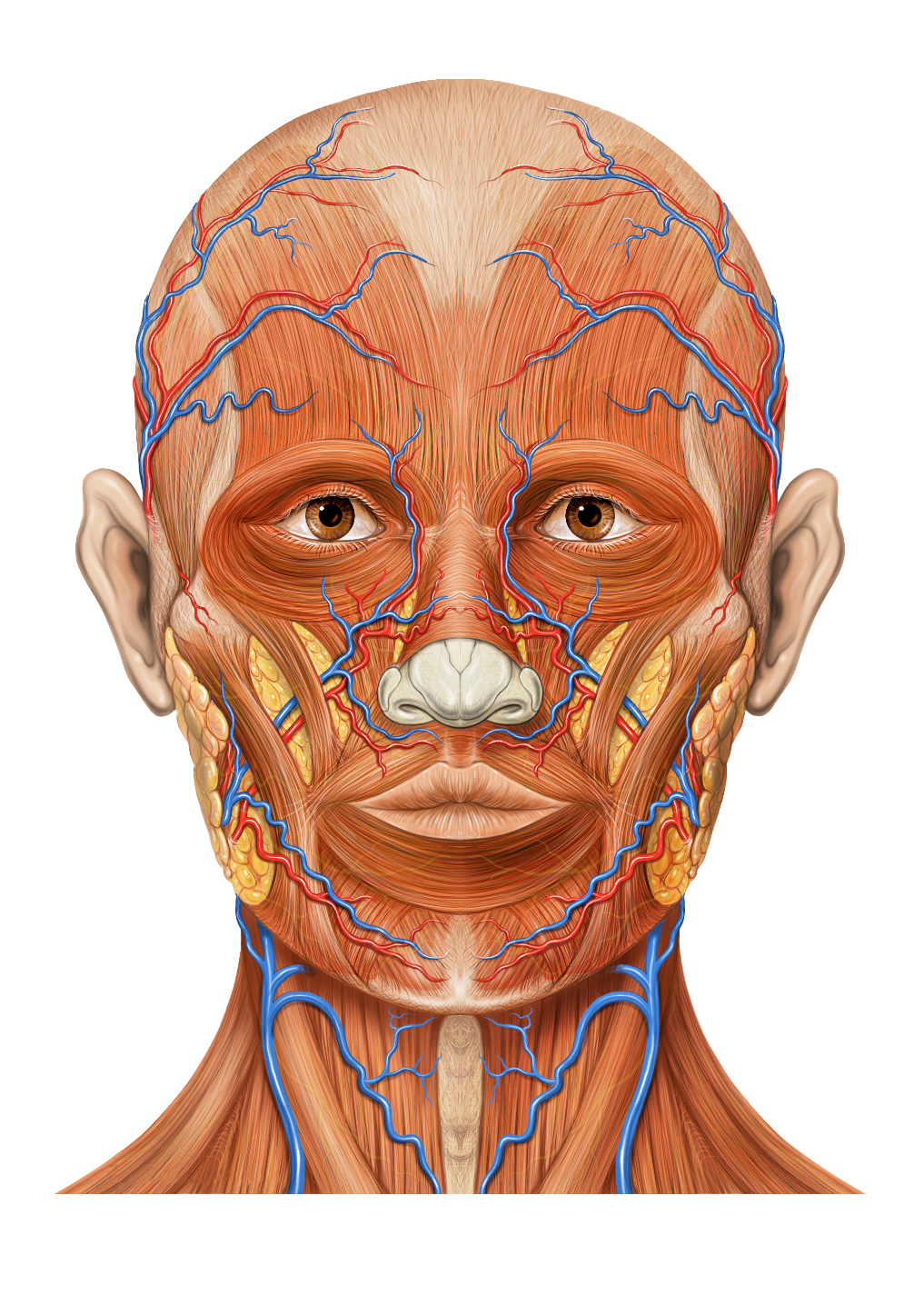
تشريح رأس الإنسان من الجبهة الأمامية
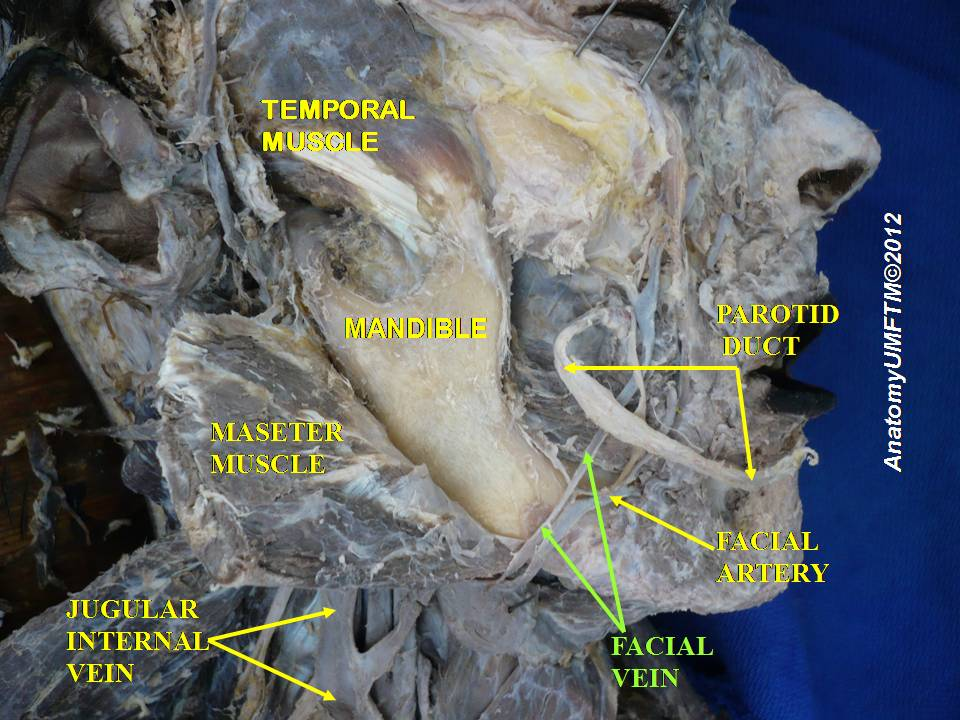
تشريح رأس الإنسان - الوريد الوجهي
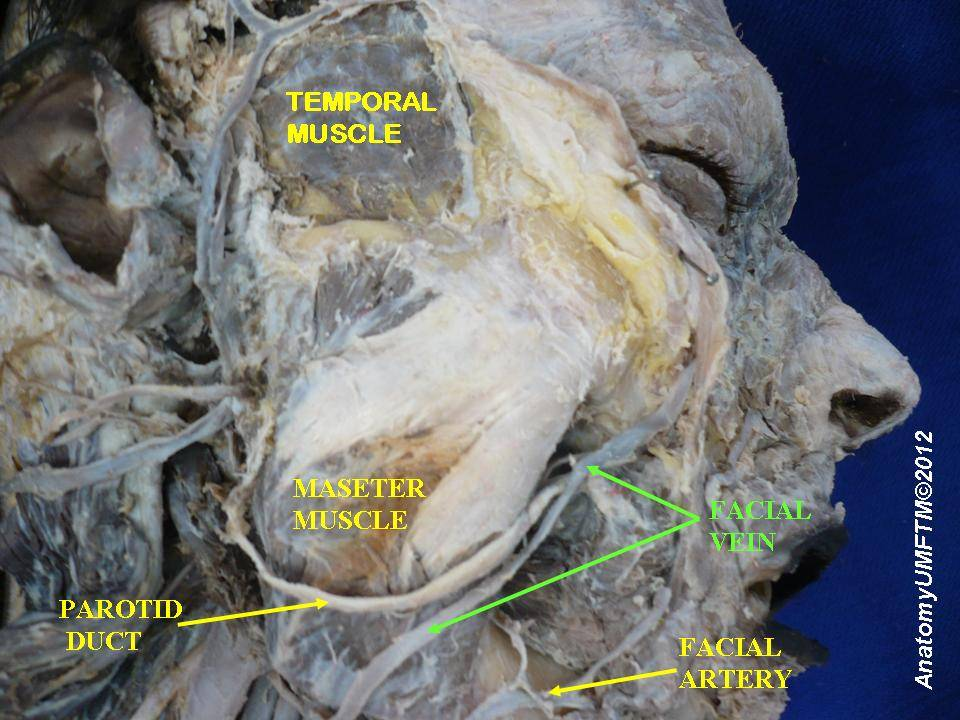
تشريح رأس الإنسان - الوريد الوجهي

## وصلات خارجية
- درسٌ تشريحي حول lesson4 مُعدٌ بواسطة ويسلي نورمان (جامعة جورجتاون).(parotid2)
- http://www.dartmouth.edu/~humananatomy/figures/chapter_47/47-5.HTM